# Priscilla Barnes
Priscilla Barnes est une actrice américaine née le 7 décembre 1954 à Fort Dix au New Jersey.

## Biographie
Priscilla est peu connue mais on la reconnaît dans le rôle de Magda dans Jane the Virgin. Elle s'est également fait connaître dans son rôle de Terry dans le sitcom Vivre à trois (Three's Company) entre 1981 et 1984.

## Filmographie

### Cinéma
- 1977 : Les Dents d'acier : la fille au bar
- 1978 : L'amour libre au collège (The Seniors) : Sylvia
- 1978 : Texas Detour : Claudia Hunter
- 1979 : Delta Fox : Karen
- 1980 : The Last Married Couple in America : Helena Dryden
- 1980 : Les Séducteurs : Donna
- 1985 : Beyond Reason : Leslie Valentine
- 1988 : Traxx : Maire Alexandria Cray
- 1989 : Le Seigneur des abîmes : Claire
- 1989 : Permis de tuer : Della Churchill
- 1992 : Body Trouble : Vera Vin Rouge
- 1992 : Talon de l'aigle : Cassandra
- 1994 : Érotique : Claire
- 1994 : Ava's Magical Adventure : Sarah
- 1994 : Mei zhen : Sœur Fong
- 1995 : Crossing Guard : Verna
- 1995 : Les Glandeurs : Ivannah
- 1995 : Witch Academy : Edith
- 1995 : Cops n Roberts
- 1997 : Catherine's Grove : Sally Willows
- 1997 : The Killing Grounds : Della Desordo
- 1998 : Divorce: A Contemporary Western : Chris
- 1999 : Implicated : Chloe
- 1999 : Mumford : Landlady
- 1999 : Hash Brown's : Lil Brown
- 2001 : Final Playback : Sharon Moreno
- 2001 : Seul avec son double : Claire
- 2002 : The Blacklot Murders : Stephanie
- 2003 : Shrink Rap : Sheila
- 2004 : Unseen Evil 2 : Sheila
- 2005 : Sex Sells: The Making of "Touché" : Roxy Free
- 2005 : The Devil's Rejects : Gloria Sullivan
- 2005 : Heart of the Beholder : Mlle Olivia
- 2006 : The Visitation (en) : Dee Henchle
- 2006 : Thr3e : Balinda Parson
- 2007 : Ed Gein: The Butcher of Plainfield : Vera Mason
- 2008 : Trailer Park of Terror : Jean
- 2008 : An American in China : Silvia Braddock
- 2009 : American Cowslip : Samantha
- 2009 : Tom Cool
- 2010 : Kid Racer : Buddy
- 2010 : First Dog : June Angell
- 2011 : The A Plate : Candice Stevens
- 2012 : Hatfields and McCoys: Bad Blood : Vicey Hatfield
- 2013 : Disaster Wars: Earthquake vs. Tsunami : Vice-Présidente Taylor
- 2013 : Fat Planet : Jill Strong
- 2014 : Helen Alone : Mme Straub
- 2015 : Jonny's Sweet Revenge : Rosie Callahan

### Télévision
- 1975 : Columbo : une infirmière (1 épisode)
- 1975 : Wonder Woman : Amazon (1 épisode)
- 1976 : Cannon : Linda (1 épisode)
- 1977 : 200 dollars plus les frais : Lauren Ingeborg (1 épisode)
- 1978 : Starsky et Hutch : Lisa Kendrick (1 épisode)
- 1978 : Kojak : Sally et Vicki Addison (1 épisode)
- 1978 : The American Girls : Rebecca Tomkins (7 épisodes)
- 1978-1985 : La croisière s'amuse : Helga Bjorsson, Britta Sorenson et Jeanette Arnold (5 épisodes)
- 1980 : Taxi : Tawny (1 épisode)
- 1980 : Vegas : Pam et Satin (1 épisode)
- 1981-1984 : Vivre à trois : Terri Alden (70 épisodes)
- 1984-1987 : Hôtel : Donna Shepherd et Elayne Grayson (2 épisodes)
- 1985 : Arabesque : Vicky Gallegos (1 épisode)
- 1989 : Les Routes du paradis : Mary Anders et Tawny Turner (1 épisode)
- 1992 : Perry Mason : La Robe rouge : Brenda Kingsley
- 1992 : Le Juge de la nuit (1 épisode)
- 1994 : Time Trax : Veronica Barclay (1 épisode)
- 1995 : L'Homme à la Rolls : Christy Winters (1 épisode)
- 1995 : Singapore Sling : Frankie
- 1997 : Total Security : Diane Richards (1 épisode)
- 1997 : Viper : Sheila Dunn (1 épisode)
- 2000 : Good Versus Evil : Morlock (1 épisode)
- 2000 : Invisible Man : Liz Morgan (1 épisode)
- 2002 : Spy Girls : Warden Stoop (1 épisode)
- 2010 : La Fille de l'ascenseur : Elaine Schuster
- 2014-2019 : Jane the Virgin : Magda (41 épisodes)
- 2015 : NCIS : Enquêtes spéciales : Mme Skalbe (1 épisode)